# 유문암

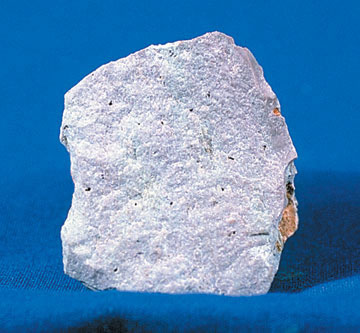
유문암

유문암(流紋岩, rhyolite)은 화성암 중 규장질 성분을 지닌 화산암(분출암)이다. (63 % 이상의 SiO2) 비현정질, 반상조직을 보이며 광물 조합은 주로 석영, 알칼리장석과 사장석이다. 일반적으로 유문암은 20~60%의 석영, 35~80%의 사장석, 15~65%의 알칼리장석을 포함한다. 흑운모와 각섬석이 부성분 광물로 나타난다. 유문암은 석영과 장석의 반정을 가지는 경우가 많고, 일부에서는 용암이 흐른 흔적이 잘 나타나는 경우도 있다. 석기는 미정질이며 간혹 유리질이기도 하다.
유문암은 심성암중의 화강암과 화학조성은 같으나 빨리 식어서 형성된 암석으로 간주된다. 이산화규소 성분이 많고, 철과 마그네슘의 함량이 낮기 때문에 유문암질 마그마에는 이산화규소 폴리머가 많고, 그 결과 굉장히 점성이 높고 가스 함량이 많은 용암을 형성한다. 유문암은 화산의 암경이나 암맥을 형성하거나 각력암의 형태로 산출되기도 한다. 빨리 식은 유문암질 마그마는 일종의 자연유리인 흑요석을 형성한다. 천천히 식은 유문암질 마그마는 용암 안에서 미정질의 결정을 형성하는데, 이 때문에 흐른 자국이라든지, 구과형, 단괴형, 리토파이잘 구조가 나타난다. 일부는 기공이 많은 부석을 형성한다. 유문암질 화산의 분출은 많은 경우 매우 격렬하기 때문에 화산쇄설물과 이그님브라이트가 함께 분출하여 쌓이는 경우도 있다.
마그마가 지하 깊은 곳에서 천천히 식어갈 때에는 마그마 안에서 반정이 성장한다. 이들은 결정의 크기가 크지만 수는 적다. 마그마는 화산분출에 동반하여 빠른 속도로 상승한다. 그동안 결정이 되지 못한 마그마는 급속히 식어가면서 미세한 결정들을 형성하는데, 이들을 석기라고 한다. 석기는 현미경 아래에서나 그 각각의 결정을 구분할 수 있다. 유문암에서 발견되는 반정의 크기는 작게는 수 밀리미터부터 크게는 수 센티미터에 이른다. 반정은 대부분 칼륨장석이거나 석영이다. 고철질 광물은 예외적으로만 관찰된다
젊은 유문암에서는 암석 안에 공동이 곧잘 발견되나, 오래된 유문암에서 그 공동은 다른 광물로 채워진 경우가 많다. 유문암은 상대적으로 밝은 암석이다. 회색, 녹회색, 적회색 등이 주로 보인다.
유문암이라는 단어는 그리스어로 흐른다는 뜻의 단어 "ρέιν"와 돌을 뜻하는 "λιθος"로부터 유래하였다. 암석에 용암이 흐른 흔적이 나타나는 경우가 있기 때문에 이러한 이름을 가지게 되었다.